# Michael Sefi
Michael Sefi (né en 1943) est un philatéliste britannique, gardien de la Collection philatélique royale depuis le 1er janvier 2003.

## Biographie
Natif de Londres, il exerce la profession d'expert-comptable jusqu'à une retraite à temps partiel fin 1992. Dans les années 1980, il devient un associé du cabinet d'audit Deloitte & Touche.
Initié enfant à la collection des timbres-poste par son grand-père, il y revient, trentenaire, lorsque ses propres enfants reçoivent en cadeau des timbres et des albums, et qu'il est à la recherche d'un loisir récréatif alors que se prépare la fusion entre Deloitte et Touche. Il se spécialise dans les premiers timbres britanniques du règne de George V.
Rapidement, il devient un membre actif de la Great Britain Philatelic Society dont il est le président de 2000 à 2002, puis de la Royal Philatelic Society London au sein de laquelle il siège à plusieurs conseils décisionnaires depuis 1990.
En septembre 1996, il devient l'adjoint de Charles Goodwyn, le gardien de la Collection philatélique royale. Il l'aide à monter la collection des timbres émis et acquis pendant les règnes de George VI et d'Élisabeth II, à préparer leur participation aux expositions philatéliques internationales et à accompagner le travail des chercheurs en histoire postale. Il participe au déménagement de la Collection au palais Saint James au début des années 2000.
Lors de l'annonce de la retraite de Goodwyn fin 2002, Sefi est choisi parmi trois autres candidats au poste par le gardien de la bourse privée, chargé de veiller aux finances privées de la reine. Il dirige les préparatifs de The Queen's Own, une exposition d'une partie de la Collection au National Postal Museum dans la capitale fédérale des États-Unis, en 2004.
Pour l'assister, Sefi s'entoure de deux personnes : Surésh Dhargalkar, assistant depuis 1996 devient adjoint au Gardien en 2003 et Rod Vousden en assistant spécialiste du règne de George VI.
En 2012, il est appelé à signer le Roll of Distinguished Philatelists, une des principales récompenses philatéliques internationales.

### Sources
- Nicholas Courtney, The Queen's Stamps. The Authorised History of the Royal Philatelic Collection, éd. Methuen, 2004,  (ISBN 0413772284).